# Сибирский 1-й казачий полк
1-й Сибирский казачий Ермака Тимофеева, ныне Его Величества полк — воинская часть России, сформированный изначально как 1-й полк Сибирского линейного казачьего войска.

## История
В 1808 году вследствие войны с Наполеоном, потребовавший напряжения всех сил России, полевые регулярные войска, находившиеся в Сибири, были направлены в европейскую часть России, а охрана Сибирской линии была возложена на сибирских казаков.
Отсутствие подвижных регулярных войск привело к организации в 1808 году Сибирского линейного казачьего войска, которое впервые получило чёткую организацию: десять отделов мирного времени, которые в военное время преобразовывались в десять Сибирских линейных казачьих конных полков с первого по десятый номер.
Вплоть до распада Российской империи, сибирские казаки являлись основой российских вооружённых сил в Сибири.
14 августа 1809 года 1-й полк Сибирского линейного казачьего войска получил знамя (бунчук). Оно состояло из двух горизонтальных полос тёмно-красного и зелёного цветов. В середине изображался Георгиевский крест с сиянием. Штаб полка находился в станице Пресногорьковской.
Во время Отечественной войны 1812 года полки сибирских казаков, единственная кавалерия в Западной Сибири, надёжно охраняли границу России.
C 5 марта 1861 года полк стал именоваться Сибирский казачий конный № 1 полк. Штаб-квартира 1-го Сибирского казачьего полка перенесена из станицы Пресновская в станицу Кокчетавскую.
12 декабря 1882 года Сибирскому казачьему № 1-му полку Высочайше было пожаловано Шефство атамана Ермака Тимофеева. Высочайшее повеление о наименовании 1 полка Сибирского войска № 1 Сибирским казачьим Ермака Тимофеева полком было получено в Кульдже 15 декабря 1882 года.
24 мая 1894 года было введено новое наименование казачьих полков. Отныне и навсегда полк стал именоваться 1-й Сибирский казачий Ермака Тимофеева полк.
6 декабря 1916 года Николай II принял шефство над полком и внёс в его списки своего сына Алексея, Августейшего Атамана всех Казачьих Войск России. Полк стал именоваться 1-й Сибирский казачий Ермака Тимофеева, ныне Его Величества полк. Его чины получили право носить на погонах царские вензеля.

## Форма
При общей казачьей форме полк носил: мундир, чекмень, тулья — тёмно-зелёные; погон, лампас, колпак папахи, околыш, клапан — пальто, шинели, выпушка — алый. Металлический прибор — серебряный.

## Источник формирования
1-й Сибирский казачий Ермака Тимофеева полк формировался из казаков 1-го военного отдела Сибирского казачьего войска. В состав отдела входили следующие станицы:
- 1-я сотня
  - Станица Кокчетавская штаб-квартира 1-го Сибирского казачьего полка.
- 2-я сотня
  - Станица Кутуркульская
  - Станица Щучинская
- 3-я сотня
  - Станица Челкарская
  - Станица Аиртавская
- 4-я сотня
  - Станица Лобановская
  - Станица Имантавская
- 5-я сотня
  - Станица Арык-Балыкская
  - Станица Зерендинская
- 6-я сотня
  - Станица Нижне-Бурлукская
  - Станица Верхне-Бурлукская

## Боевой путь
За время своего существования 1-й Сибирский казачий Ермака Тимофеева полк прошёл славный боевой путь завоеваний Российской империи.
Казаки 1-го Сибирского казачьего полка впервые отличились в 1826 году, когда 1-я сотня полка разгромила в бою многотысячный отряд местных степных родов и захватил в плен их предводителя, султана из рода Чингизидов.
Полк участвовал в Хивинском и в Коканском походах, при этом особо отличился в Андижане и при Хакы-Хавате.
26 августа 1876 года 4-й сотне Высочайше пожалованы серебряные трубы «За дъло при селеніи Хакы-Хават въ 1875 году», а 1-й и 2-й сотням знаки отличия на головные уборы «За штурмъ г. Андижана 1-го Октября 1875 года».

### В Джамском походе
В марте 1878 года 1-й Сибирский казачий полк неожиданно получил приказ выступить в поход на юг, вглубь Афганистана. Начался Джамский поход, целью которого было завоевание Индии. Туркестанским войскам России, хорошо вооружённым, отличавшимся высокими боевыми качествами и дисциплиной, имевшим значительный боевой опыт военных действий в условиях гор и пустынь Средней Азии, не составляло бы большого труда пройти через Афганистан и войти в северо-западную Индию, угрожая английским колониальным владениям, отделённым от метрополии большими морскими пространствами. Это был бы хороший ответ Англии за её участие в Крымской войне и за явную поддержку Турции в ходе войны 1877-78 гг.

### В Кульджинском походе
Имя атамана Ермака Тимофеева Сибирскому казачьему № 1-му полку Высочайше было пожаловано 12 декабря 1882 года. Высочайшее повеление о наименовании 1-го полка Сибирского войска полком Ермака Тимофеева было получено в Кульдже 15 декабря 1882 года.

### До Первой мировой войны
С мая 1883 года на сотни Ермака Тимофеева полка возложили охрану границы по течению реки Хоргоса от гор Боро-Хоро и до реки Или, а на командира этого полка заведование всей линией сторожевых постов от Борохоро до Тянь-Шаня.
В 1885, 1891-95-х годах, русским войскам пришлось вести военные действия в Афганистане, где, разбив отряды афганцев, руководимых британскими советниками, Россия установила границы своих владений на Памире. Продемонстрировав силу русского оружия в Средней Азии, экспедиционный корпус вернулся в Империю. После похода полк был расквартирован: штаб полка с 1-й и 2-й сотнями в Ташкенте, 3-я сотня в Чимкенте, 4-я сотня в Аулеата, 5-я сотня в Ура-Тюбе, 6-я в Ходженте.
Такое положение сохранялось до 1910 года, — полк был растянут по всей китайской границе постами по четыре, по шесть человек. Из-за того, что полк был первоочередным и нёс постоянную пограничную службу, он не участвовал в Русско-японской войне.
В 1911 году 1-й Сибирский казачий Ермака Тимофеева полк был собран, но продолжал дислоцироваться в 3-х разных гарнизонах: штаб полка и 1-я, 4-я и 5-я сотни стояли в городе Джаркенте, 2-я и 6-я в городе Верном и 3-я в урочище Кольджате.
Будущий атаман Всевеликого Войска Донского Пётр Николаевич Краснов в своих мемуарах пишет: «23 июня 1911 года состоялся Высочайший приказ о назначении меня командиром 1-го Сибирского казачьего Ермака Тимофеева полка».
Одним из первых приказов полковника Краснова был приказ, направленный на повышение статуса рядового-казака:
«Звание казака-солдата высоко и почётно. Государь Император носит воинское звание и есть первый солдат Российской Армии. Мы должны постоянно помнить и сознавать, какое высокое звание мы носим, и обязаны потребовать к себе должное уважение.
Казак, выходя из казарм в город, должен постоянно помнить, что он имеет честь носить мундир 1-го Сибирского казачьего Ермака Тимофеева полка, он должен быть чисто и строго по форме одет и всегда быть при шашке.
Казак должен быть вежлив и услужлив и вместе с тем сознавать своё высокое звание. Казак никому не должен уступать дорогу, кроме господ офицеров и старших над ним казаков и солдат, стариков, женщин и детей, как русских, так и туземцев. Все остальные, кто бы они ни были, должны уступать дорогу казаку.
Казак не может позволить, чтобы кто-нибудь посмел его обругать или тем более ударить. Казак должен помнить, что Государь Император не напрасно разрешил воинским чинам ходить при оружии. Дерзкий должен быть наказан».

### В Первой мировой войне
В Первой мировой войне 1914—1918 годов на Кавказском фронте 1-й Сибирский казачий Ермака Тимофеева полк особо отличился при Ардагане:
Генерал Масловский пишет о конной атаке этой знаменитой бригады: «Используя отступившие части 3-й пластунской бригады, произведя обход, казаки Сибирской бригады нанесли быстрый удар… и конной атакой овладели Ардаганом. Турки в беспорядке бежали… оставив казакам много пленных и два орудия».
Полковник М. Е. Сменов, тогда хорунжий 3-го Екатеринодарского полка, участник этого боя, рассказывал:
«Сибирская казачья бригада, словно вынырнув из-под земли, сомкнутым строем, с пиками наперевес, широким наметом, почти карьером так неожиданно и резко атаковала турок, что они не успели защититься. Это было что-то особенное и даже страшное, когда мы смотрели со стороны и восхищались ими, сибирскими казаками. Покололи пиками, потоптали конями турок, а остальных забрали в плен. Никто не ушёл из них…»
Эта знаменитая конная атака Сибирской казачьей бригады под Ардаганом, этот их первый бой против турок открыли им, сибирским казакам, блестящий путь боевой Славы, который сопутствовал им везде, где они появлялись.
Командир 1-го Сибирского атамана Ермака Тимофеевича полка полковник Раддац за битву при Ардагане награждён орденом Святого Георгия 4-й степени, произведён в генерал-майоры и назначен начальником Сибирской казачьей бригады.
Последний командир полка, Волков Вячеслав Иванович, (есаул с 1913 года, войсковой старшина с 1916 года) в начале Первой Мировой войны служил на Кавказском фронте командиром 4-й сотни в 1-го Сибирского казачьего Ермака Тимофеева полка, за взятие турецкого знамени 8-го пехотного Константинопольского полка в конной атаке под городом Ардаганом (21.12.1914) был награждён орденом Святого Георгия 4-й степени, который ранее принадлежал знаменитому русскому полководцу М. Д. Скобелеву.
«С самого начала Эрзерумской операции 1915 года Сибирская казачья бригада очень удачно действовала в районе Хасан-кала как ударная конная группа. Теперь она появилась в тылу Эрзерума, прибыв сюда раньше нашего полка. Она прорвалась в стыке Кавказского и Туркменского корпусов, обошла турок и зашла им в тыл. Доблести этой бригады сибирских казаков на Кавказском фронте нет конца» — пишет полковник Ф. И. Елисеев
За бой у деревни Еникей на Кавказском фронте (2.01.1915) есаул Волков был награждён Георгиевским оружием и французской Военной медалью.
В ходе Эрзиджанской операции 1916 года генерал Юденич отдаёт приказ "Сибирская казачья бригада весь свой боевой путь проделывает по тылам турок. Сибирские казаки — наши гости здесь, на Кавказе, и они отлично применились к боевой обстановке ранее им неведомых мест, в то время как своя же, Кавказская бригада кубанских казаков идёт только обыкновенным путём в силу приказа или устава. Приказываю двигаться вперёд и атаковать турок. Юденич ".

## Знаки отличий
1. Полковое знамя — простое с надписью «1582—1909» с Александровской юбилейной лентой, пожалованное 14 апреля 1909 года.
2. Две георгиевские серебряные трубы с надписью «За дело  при селении Хаки-Ховат в 1875 году» в 4-й сотне, пожалованные 20 апреля 1876 года.
3. Знаки отличия на головные уборы с надписью: «За штурм г. Андижана 1-го октября 1875 года» в 1-й и 2-й сотнях, пожалованные 20 апреля 1876 года.
4. Одиночные белевые петлицы на воротнике и обшлагах мундиров нижних чинов, пожалованные 6 декабря 1908 года.

## Командиры полка
- ? — ? — Набоков Фёдор Карпович,
- 1873—1876 — полковник Елгаштин Семён Алексеевич
- ? — ? — подполковник Порембский
- ? — ? — подполковник Халдеев
- 14.10.1883 — 31.12.1888 полковник Н. А. Симонов
- 31.12.1888 — 05.12.1890 полковник А. М. Шишкин
- 05.12.1890 — 26.05.1902 полковник Е. Д. Шайтанов
- 22.08.1902 — 19.06.1904 полковник С. А. Панков
- 08.03.1906 — 08.02.1908 полковник Н. П. Пучков
- 08.02.1908 — 07.05.1909 полковник Ефтин, Иван Степанович
- 29.05.1909 — 07.06.1911 полковник Н. Н. Калачев
- 23.06.1911 — 15.10.1913 полковник Краснов, Пётр Николаевич
- 23.10.1913 — 04.02.1915 полковник Раддац, Эрнест-Август Фердинандович
- 04.02.1915 — 30.12.1915 полковник В. А. Левандовский
- 30.01.1916 — 21.12.1916 полковник Белов, Александр Иванович
- 05.05.1917 — 12.10.1917 полковник С. С. Боков
- 12.10.1917 — 13.11.1917 полковник Иванов-Ринов, Павел Павлович
- в 1918 — войсковой старшина Волков, Вячеслав Иванович